# 내가 성에 관해 알고 있는 몇가지 이야기들
"내가 성에 관해 알고 있는 몇가지 이야기들"은 한국에서 제작된 양태화 감독의 1993년 영화이다. 김재성 등이 주연으로 출연하였고 유영무 등이 제작에 참여하였다.

## 출연

### 주연
- 김재성
- 이웅열
- 문자영

## 기타
- 조명: 박만창
- 미술: 조기형